# L'Alba (quotidiano)

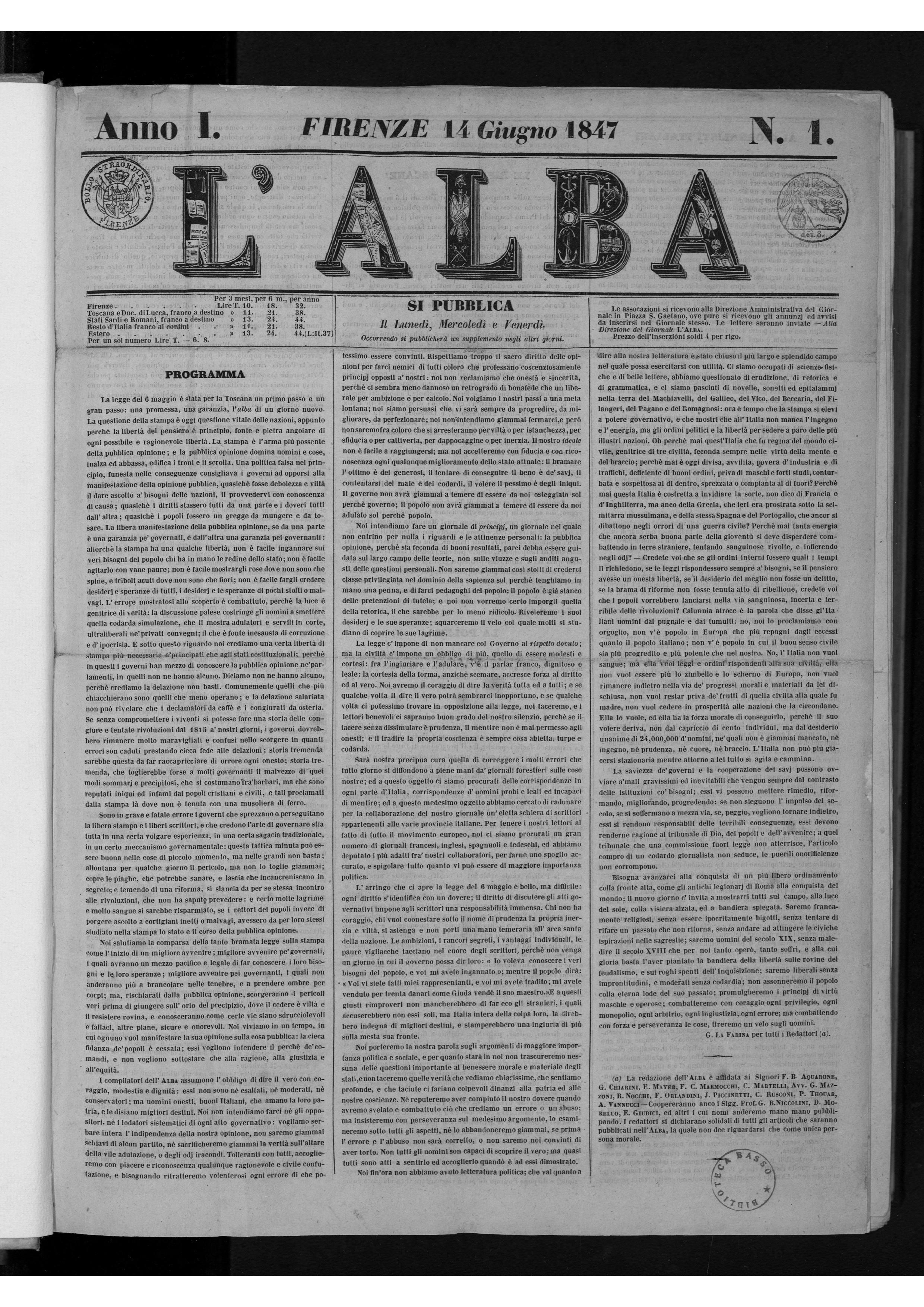
Il primo numero del L'Alba

L'Alba fu un quotidiano pubblicato a Firenze dal 14 giugno 1847 al 12 aprile 1849. Fondato da G. Bardi, era diretto da Giuseppe La Farina. Vi collaborarono: Michele Amari, Giuseppe Arcangeli, E. Basevi, Filippo de Boni, Napoleone Giotti, Atto Vannucci, Enrico Mayer, Carlo Rusconi, Pietro Thouar, Raffaele Busacca, Bartolomeo Acquarone, Giuseppe Mazzoni, Giovanni Battista Niccolini ed E. S. Orlandini.
Aperto alle idee democratiche, antiaustriache e anticlericali, fa riferimento alle tesi di Louis Blanc favorevoli ai lavoratori. Gran parte dei redattori erano schierati su posizioni democratiche , e il quotidiano, a volte apertamente repubblicano, criticava il liberalismo de La Patria anche se cercava di mantenere l'unità del fronte nazionale .
Nel gennaio 1848 La Farina si dimise dall'incarico di direttore per tornare in Sicilia dove era scoppiata la rivoluzione siciliana, Atto Vannucci prese il suo posto e diresse il giornale  sino al marzo 1848 quando si dimise insieme a Mazzoni e Marmocchi per protestare contro la censura che all'inizio del 1848 si fa più rigida.

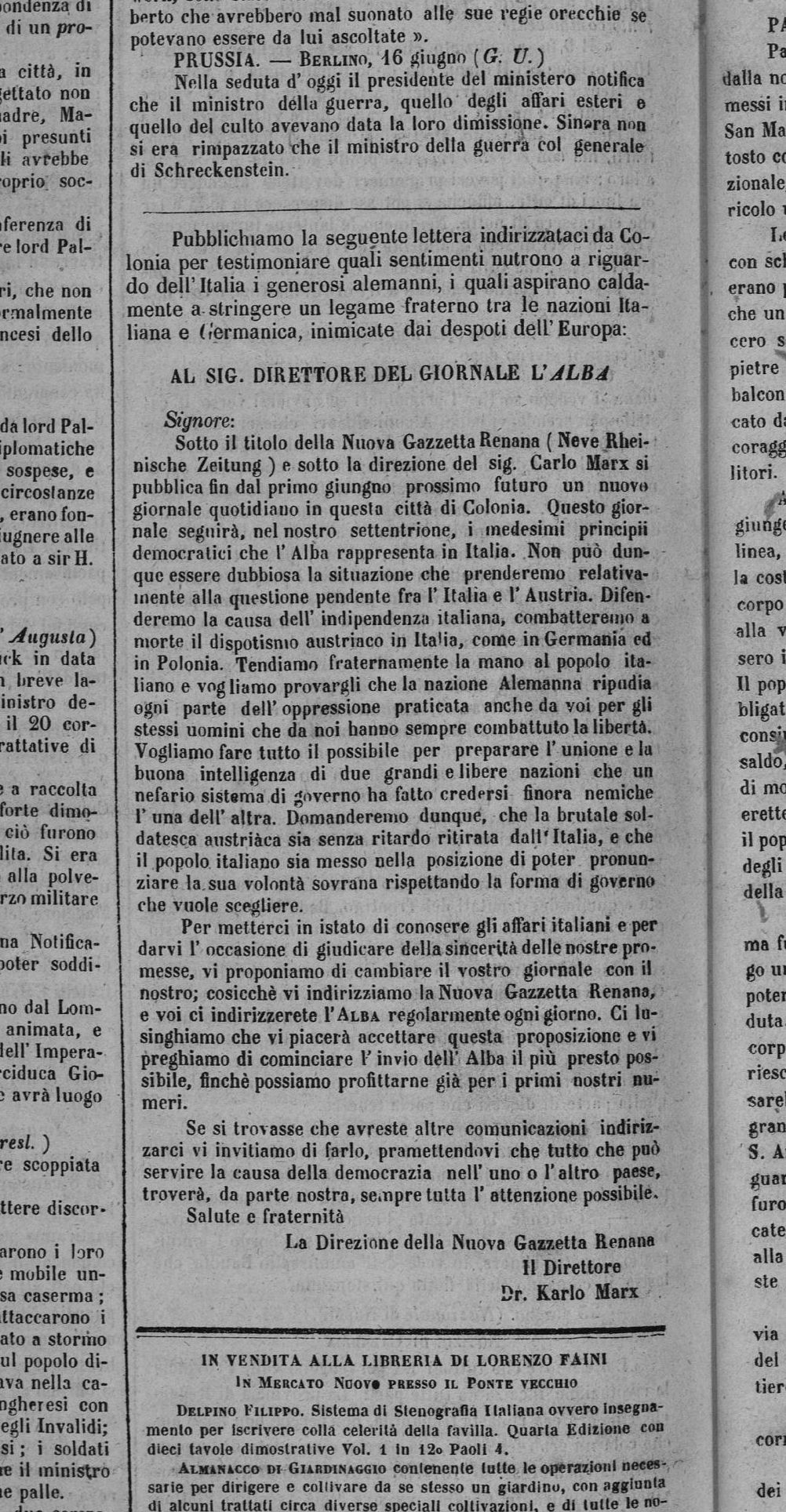
La lettera di Karl Marx a L'Alba

Il 29 giugno 1848 L'Alba pubblica una lettera  di Karl Marx indirizzata al quotidiano per richiederne la collaborazione in vista della pubblicazione del quotidiano Neue Rheinische Zeitung (nuovo giornale renano) in nome dei medesimi principi democratici che l'Alba rappresenta in Italia. In questa lettera, che è il primo scritto italiano di Marx, c'è la sua posizione di sul movimento popolare italiano del 1848  . La questione del diritto al lavoro, che L'Alba aveva costantemente sostenuto, e gli aveva portato una reputazione di giornale socialista, indusse Marx a scrivere quella lettera . Era convinzione de L'Alba che pur rispettando la proprietà e la libertà commerciale dovesse essere garantito lavoro e mezzi sufficienti per vivere anche per evitare il più terribile dei pericoli, [il] conflitto dei poveri contro i ricchi.